# Ahmet Nur Çebi

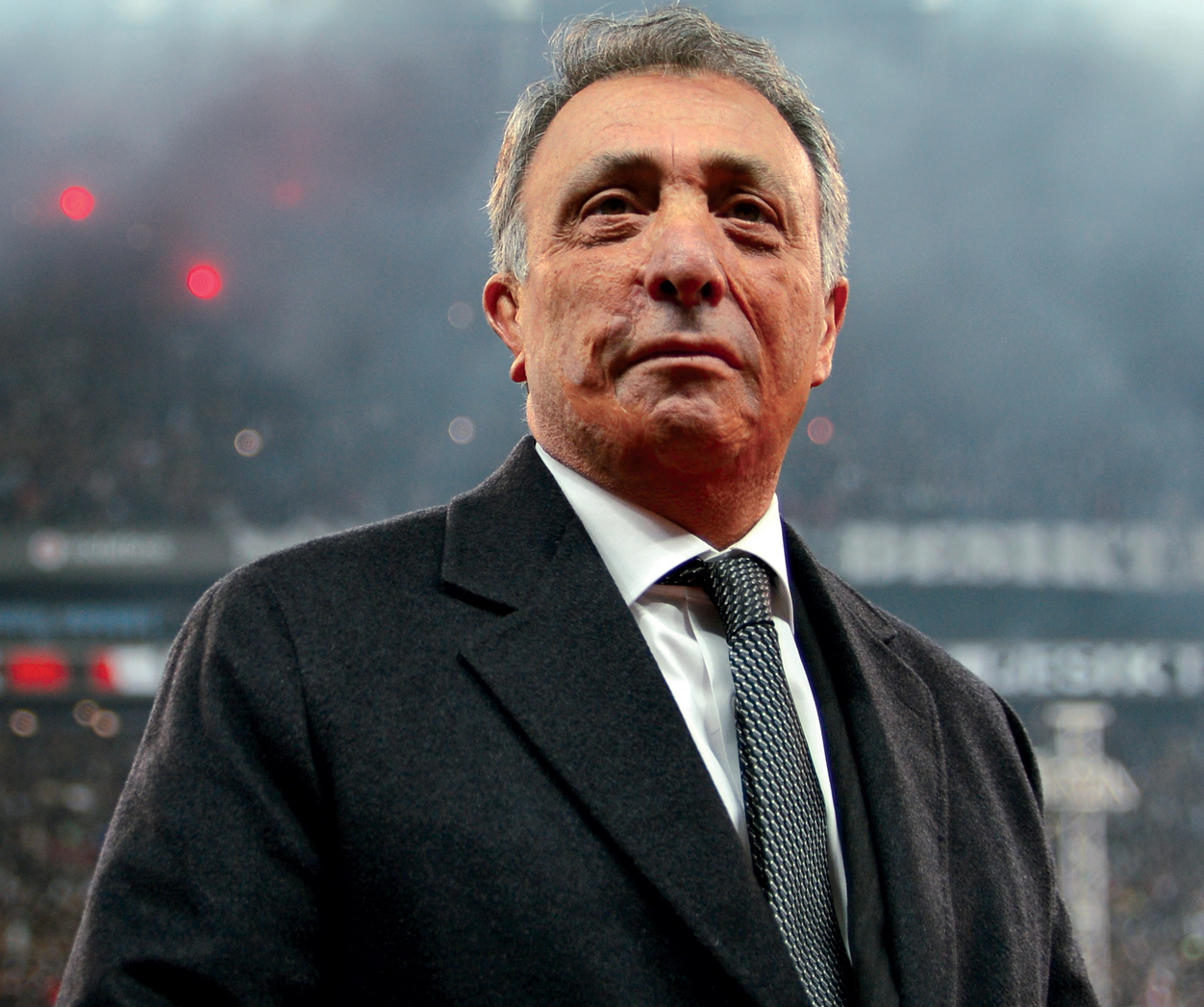
Ahmet Nur Çebi

Ahmet Nur Çebi (* 1959 in Trabzon) ist ein türkischer Sportfunktionär.
1978 schloss er auf dem am TED Karabük Gymnasium seine schulische Laufbahn erfolgreich ab und studierte im Anschluss an der Wirtschaftsfakultät der Marmara-Universität.
Çebi war seit dem 25. März 2012 zweiter Präsident des türkischen Sportvereins Beşiktaş Istanbul.
Nach dem Rücktritt von Fikret Orman am 24. September 2019 wurde er am 21. Oktober 2019 zum 34. Präsidenten des Sportvereins gewählt. Er bekam 5009 von 8529 Stimmen.